# Hadamard-Mannigfaltigkeit
In der Differentialgeometrie, einem Teilgebiet der Mathematik, sind Hadamard-Mannigfaltigkeiten einfach zusammenhängende vollständige Riemannsche Mannigfaltigkeiten nichtpositiver Schnittkrümmung.

## Definition
Eine Hadamard-Mannigfaltigkeit ist eine einfach zusammenhängende vollständige Riemannsche Mannigfaltigkeiten nichtpositiver Schnittkrümmung.

## Eigenschaften
Hadamard-Mannigfaltigkeiten sind CAT(0)-Räume – das folgt aus dem Satz von Toponogow.
Hadamard-Mannigfaltigkeiten sind zusammenziehbar – das folgt aus dem Satz von Cartan-Hadamard.

## Beispiele
- der euklidische Raum {\displaystyle \mathbb {R} ^{n}}
- der hyperbolische Raum
- {\displaystyle SL(n,\mathbb {R} )/SO(n)}
- allgemeiner alle symmetrischen Räume ohne kompakten Faktor
- Produkte von Hadamard-Mannigfaltigkeiten